# 东和乡 (诸暨市)
东和乡，是中国浙江省绍兴市诸暨市下辖的一个乡。

## 行政区划
下辖以下地区：
里娄沟村、冯蔡村、大林村、上梧岗村、新篁村、子和村、友谊村、王家宅村、施坞闹桥村、凤联村、龙溪村、姚邵畈村、章梅塔村、十里坪村和三坞村。